# Mitochondriale Myopathie
Die mitochondriale Myopathie ist eine Gruppe von seltenen angeborenen Myopathien mit einer Muskelschwäche aufgrund einer Mitochondriopathie.
Laut Datenbank Orphanet zählen dazu folgende Erkrankungen und Syndrome:
- Adenosinmonophosphat-Desaminase-Mangel
- Barth-Syndrom
- Defekt des mitochondrialen trifunktionalen Proteins[2]
- MNGIE-Syndrom
- Isolierter Atmungskettendefekt im Komplex I[3]
- Kearns-Sayre-Syndrom
- Kongenitale Katarakt-progressive Muskelhypotonie-Hörverlust-Entwicklungsverzögerung-Syndrom[4]
- MELAS-Syndrom
- MERRF-Syndrom
- Mitochondrial DNA-Deletionssyndrom mit progressiver Myopathie[5]
- Mitochondriale Myopathie - Laktatazidose - Schwerhörigkeit[6]
- MLASA
- Mitochondriale Myopathie-zerebelläre Ataxie-Pigmentretinopathie-Syndrom[7]
- Mitochondriales DNA-Depletionssyndrom, myopathische Form[8]
- Multiples mitochondriales DNA-Deletionssyndrom durch DGUOK-Mangel des Erwachsenen[9]
- Neuropathie, sensorisch-ataktische - Dysarthrie - Ophthalmoplegie[10]
- Ophthalmoplegie, chronische externe progressive, maternal-vererbte[11]
- Ophthalmoplegie, chronische externe progressive, mit mitochondrialer Myopathie, adulte Form[12]
- Progressive externe Ophthalmoplegie-Myopathie-Kachexie-Syndrom[13]
- Succinat-Coenzym-Q-Reduktase-Mangel, isolierter[14]

Gemeinsames Merkmal dieser neuromuskulären Erkrankung ist die belastungsabhängige Muskelschwäche. Außer der Skelettmuskulatur kann auch das Herz (Kardiomyopathie) sowie die Augenmuskeln betroffen sein.
Ein diagnostisches Merkmal bei der Untersuchung einer Muskelbiopsie sind Ragged-Red-Fibers.
Mitochondriale Myopathien können auch in der Veterinärmedizin vorkommen, z. B. beim Schäferhund.